# 가브리엘의 뿔

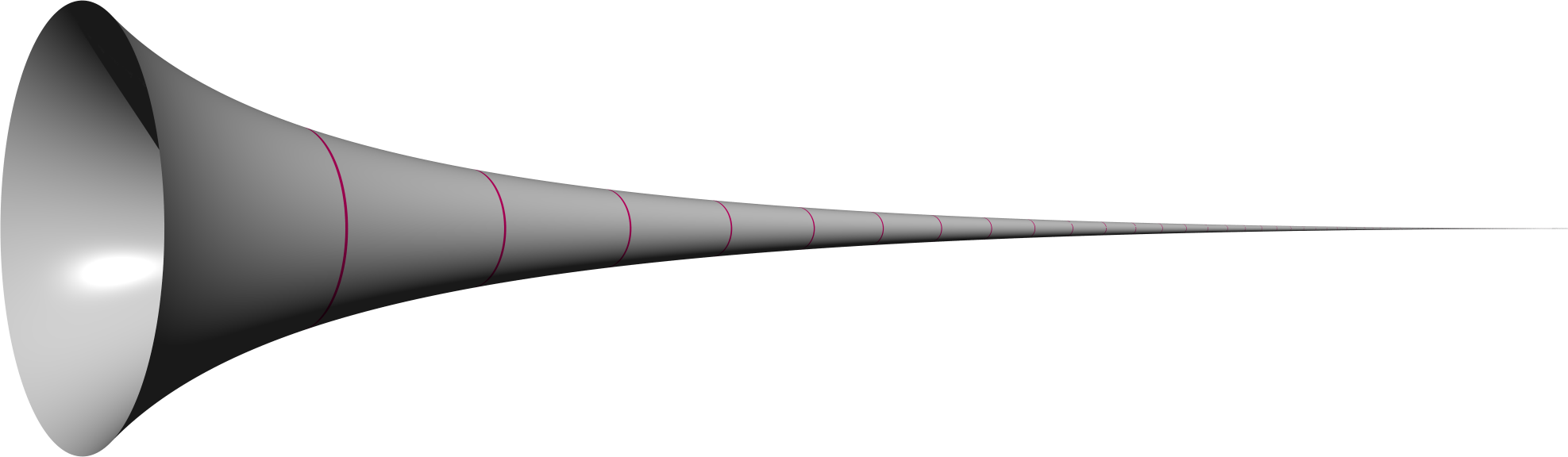

가브리엘의 뿔(Gabriel's horn) 또는 토리첼리의 나팔은 표면적은 무한하지만 부피는 유한한 기하학적 도형의 일종이다. 그 이름은 대천사 가브리엘이 심판의 날을 알리기 위해 나팔을 불었다는 기독교 전통을 가리킨다. 이 그림의 특성은 17세기 이탈리아의 물리학자이자 수학자인 에반젤리스타 토리첼리에 의해 처음 연구되었다.
이 다채로운 비공식 이름과 종교에 대한 암시는 나중에 나타났다. 이에 대한 토리첼리 자신의 이름은 1643년에 작성된 그의 논문의 라틴어 제목(De solido hyperbolico acuto)에서 찾을 수 있다. 이 책은 평면으로 절단된 잘린 예각 쌍곡선 다면체이다. 다음 해에 출판된 그의 오페라 기하학 1부 1권에는 해당 논문과 잘린 급성 쌍곡선의 부피에 관한 정리에 대한 (당시로는) 더 정통적인 두 번째 아르키메데스 증명이 포함되어 있다.
비록 동시대 사람들이 최고의 권위를 인정받았지만, 토리첼리는 유한한 부피나 면적을 지닌 무한히 긴 모양을 처음으로 묘사한 사람은 아니다. 14세기 니콜라스 오렘의 작품은 그들에게 잊혀졌거나 알려지지 않았다. 오렘은 기하학적 계열을 사용하여 유한 총 면적 2의 두 사각형을 세분화하고 부분을 일련의 직사각형으로 구성된 1차원에서 무한히 긴 그림으로 재배열하여 구성된 무한히 긴 모양과 같은 것을 가정했다.

## 같이 보기
- 코크 곡선
- 유사구
- 우주의 모양
- 제논의 역설